# Merino Muster
Le Merino Muster est une course de ski de fond longue distance organisée dans l'Île du Sud en Nouvelle-Zélande, chaque année à la fin du mois d'août. Le départ et l'arrivée ont lieu à Cardrona depuis la première édition en 1995. En 2014, l'événement intègre le calendrier de la Worldloppet.

## Caractéristiques
Deux courses sont disputées, la principale qui est longue de 42 kilomètres et la Snow Rake, longue de 21 kilomètres.